# Verbascum chrysochaete
Verbascum chrysochaete är en flenörtsväxtart som beskrevs av Otto Stapf. Verbascum chrysochaete ingår i släktet kungsljus, och familjen flenörtsväxter. Inga underarter finns listade i Catalogue of Life.